# Азербайджанський музей
Азербайджанський музей (перс. موزه آذربایجان) — великий археологічний та історичний музей у Тебрізі, на північному заході Ірану (провінція Східний Азербайджан). Заснований у квітні 1958 року. Музей складається з трьох великих залів, бічного двору, адміністративних приміщень, бібліотеки. В основному тут зберігаються артефакти, знайдені під час розкопок в Іранському Азербайджані, а також твори мистецтва та скульптури художників. Його бібліотека містить понад 2500 рукописів і друкованих книг з історії, археології, мистецтва та іранської культури.
Азербайджанський музей є першим і найстарішим музеєм в північно-західній частині країни, і експонати, знайдені в ньому, включають предмети з різних археологічних пам'яток по всій країні і охоплюють весь хронологічний період історії, що робить музей одним із найважливіших музеїв в Ірані.

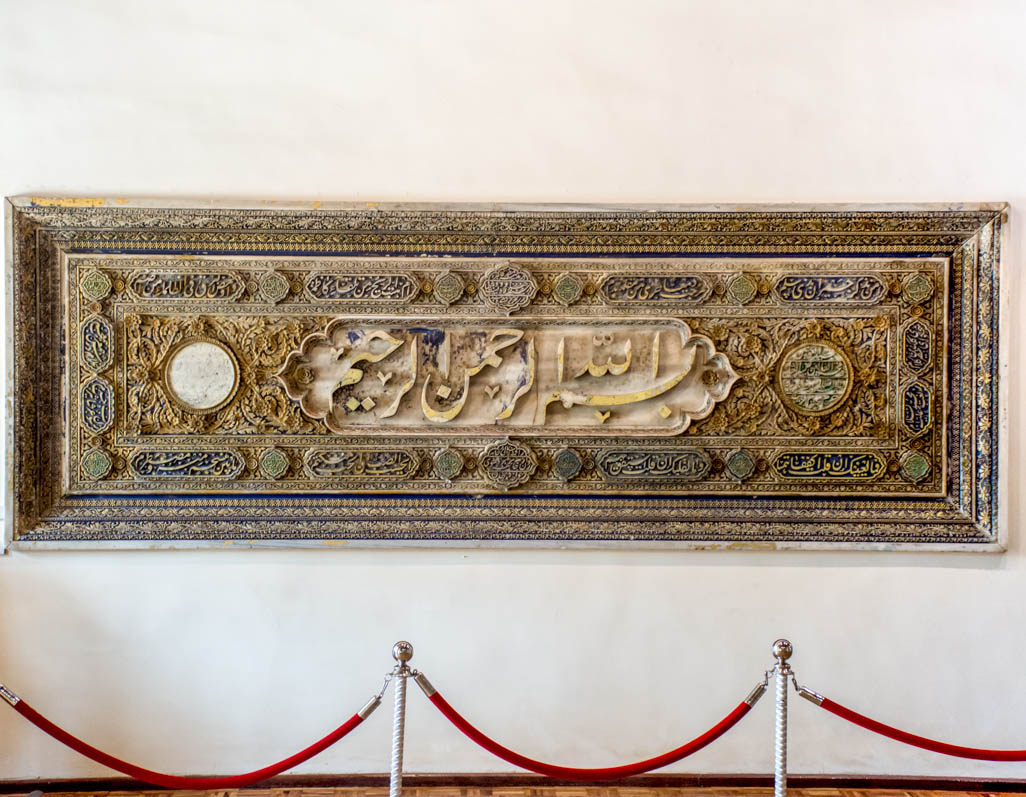
Зразок мармурової каліграфії «камінь Бісмілла», 1845 рік.

## Галереї
Музей має три галереї. Перша галерея містить найдавніші залишки, датовані 5-м тисячоліттям до нашої ери до династії Сасанідів (212–656 до н. е.). Друга галерея складається з двох секцій: одна для ісламської археології, а інша для монет і печаток. У третій галереї представлені деякі скульптури, створені Ахадом Хусейні.

## Крадіжка
7 травня 2013 року з Азербайджанського музею викрадено п'ять срібних пластин сасанидського періоду . У листопаді 2013 року іранська поліція заарештувала злодіїв, але не змогла повернути вкрадені речі.

## Адреса
Азербайджанський музей розташований у центральній частині Тебріза.

## Фотогалерея

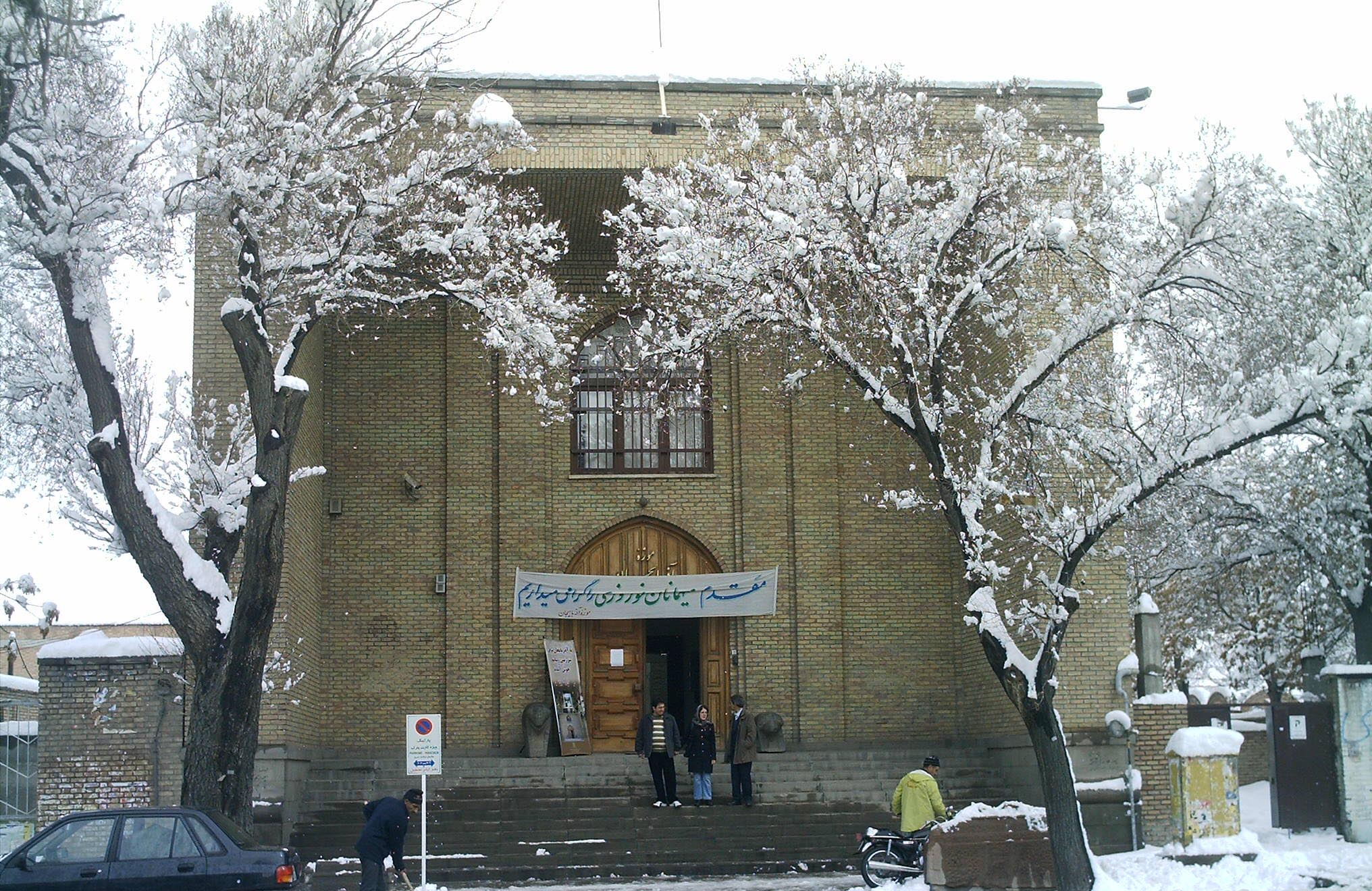
Вхідний ґанок музею
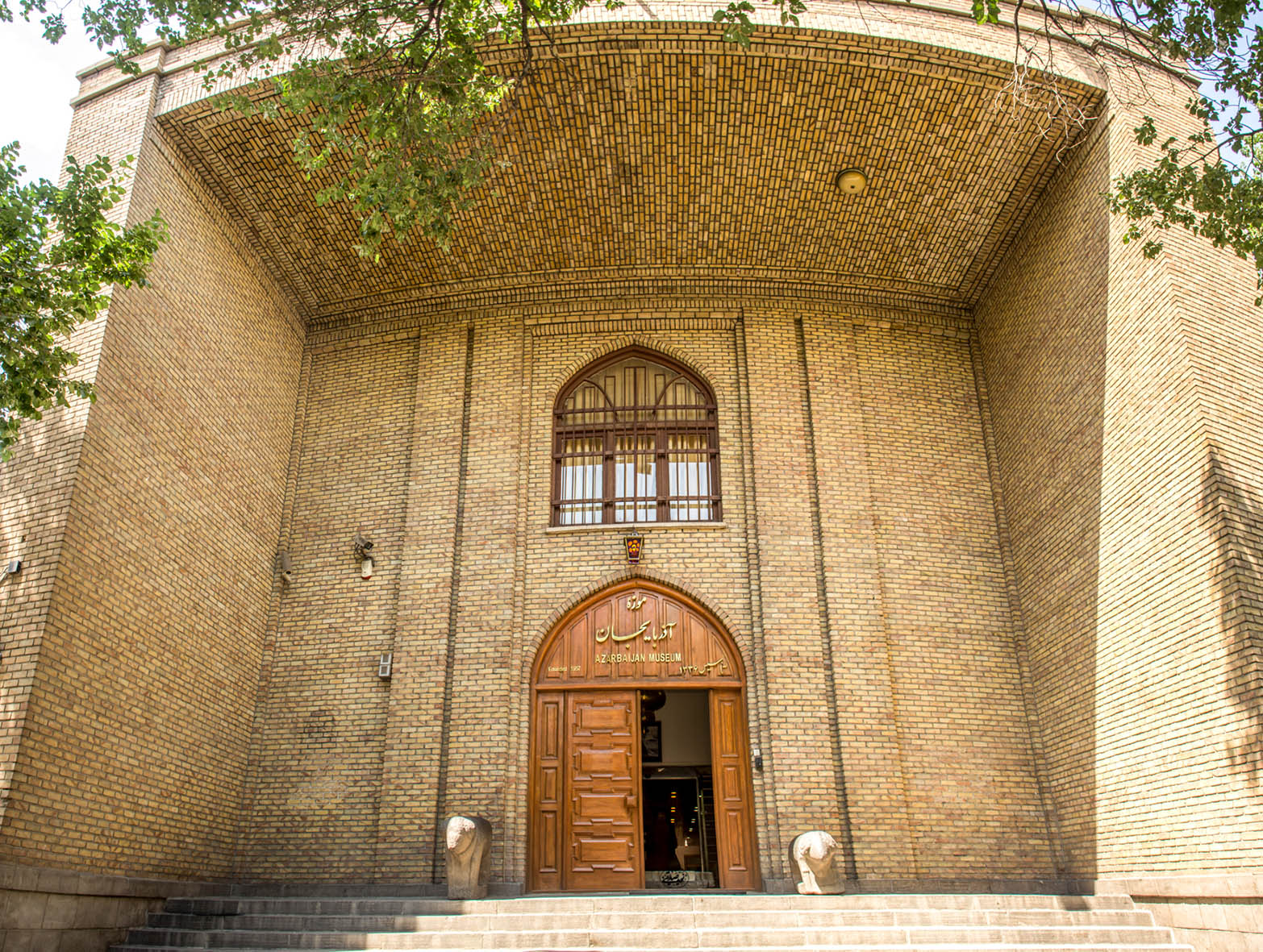
Вхід у музей влітку
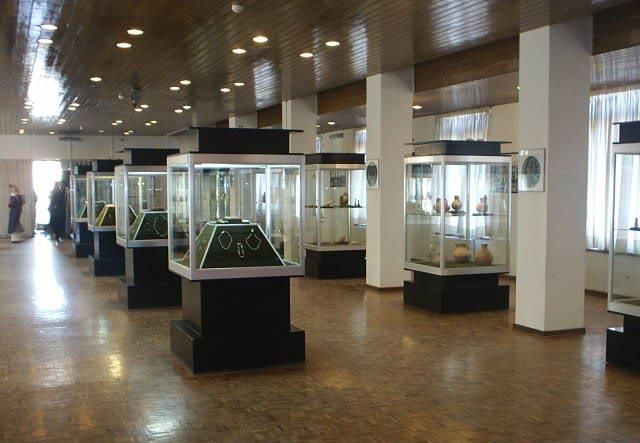
1-й поверх музею
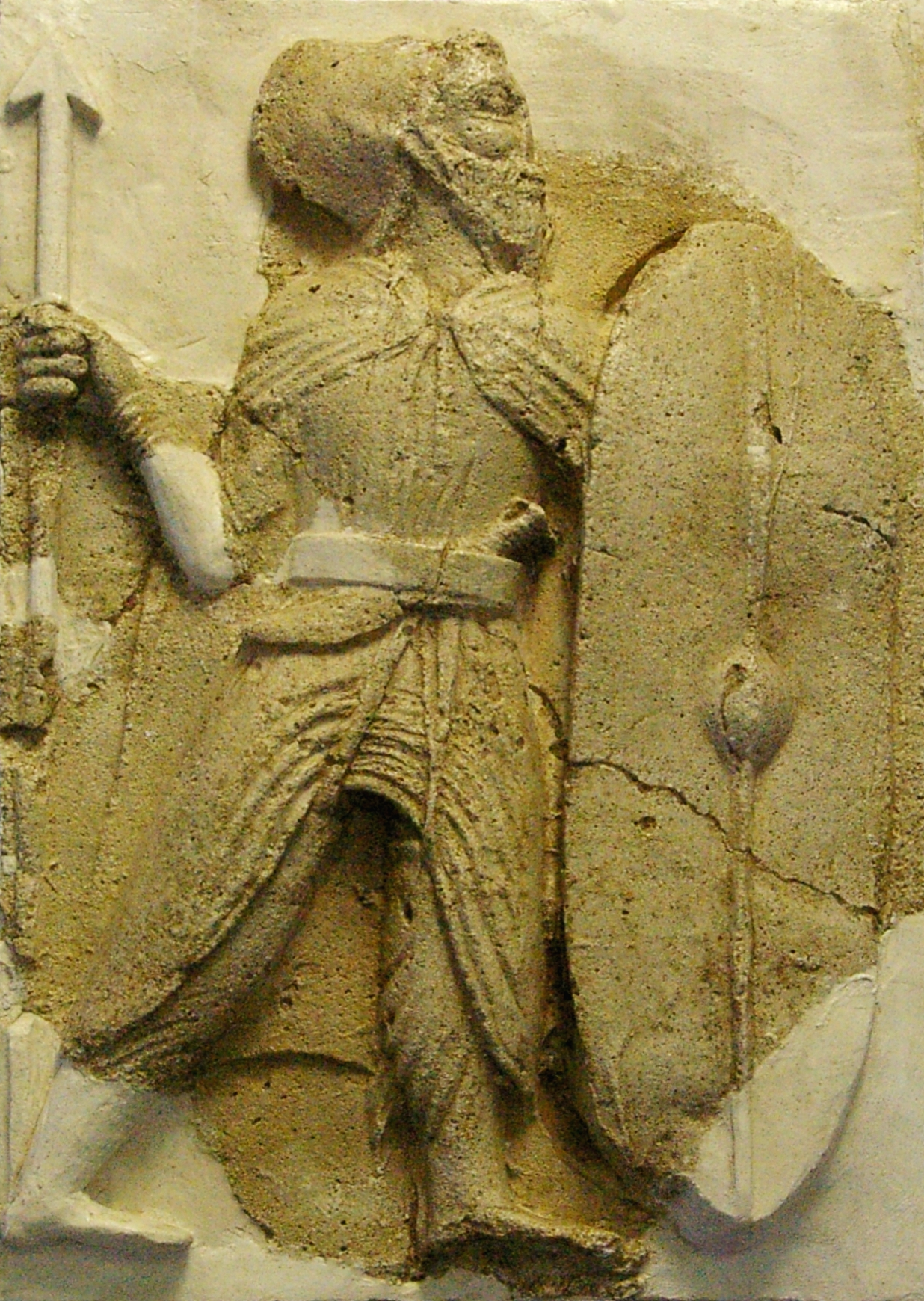
Ліпнина, Парфянська династія, замок Заххок, Хаштруд
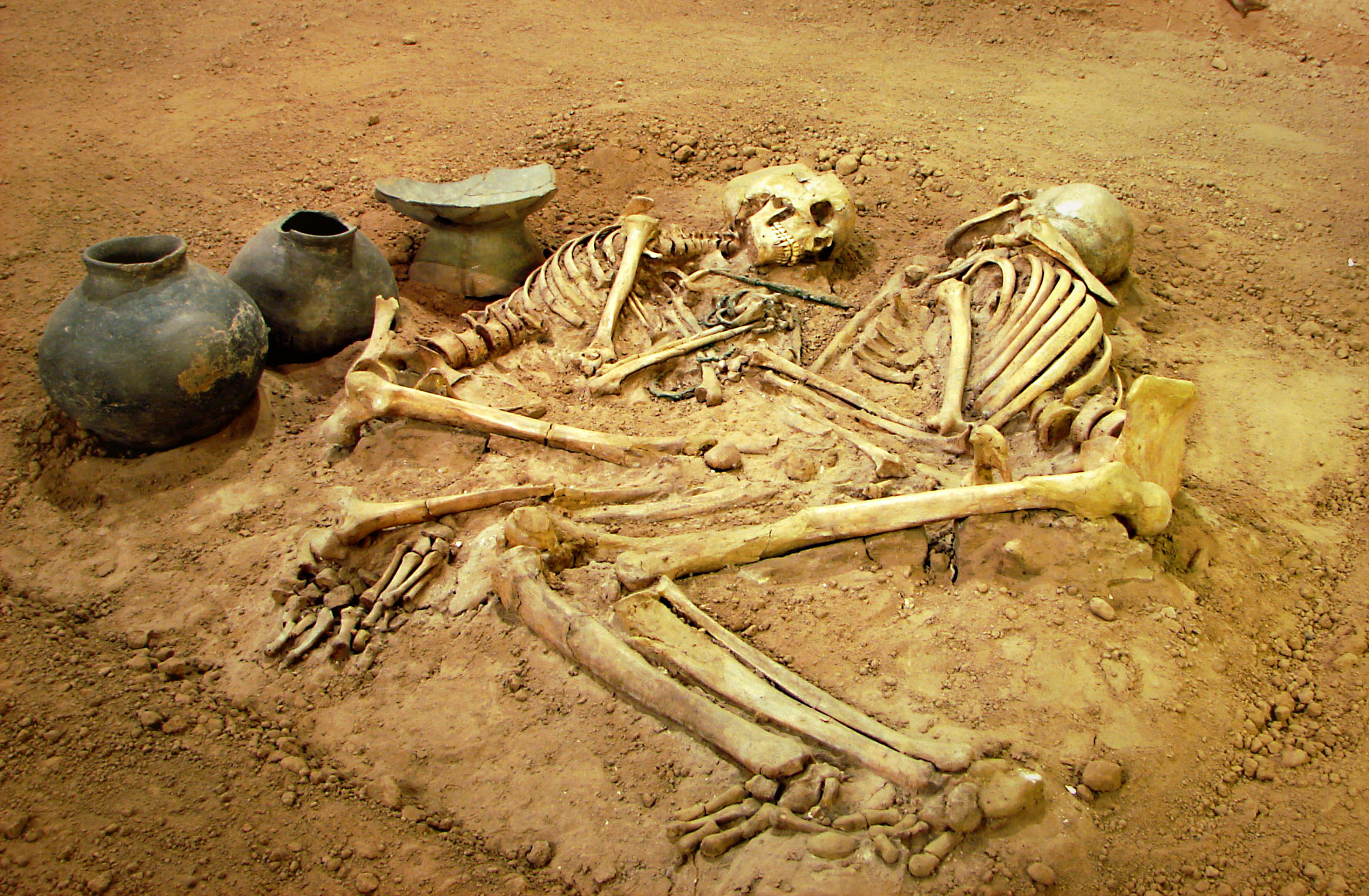
Залишки залізного віку
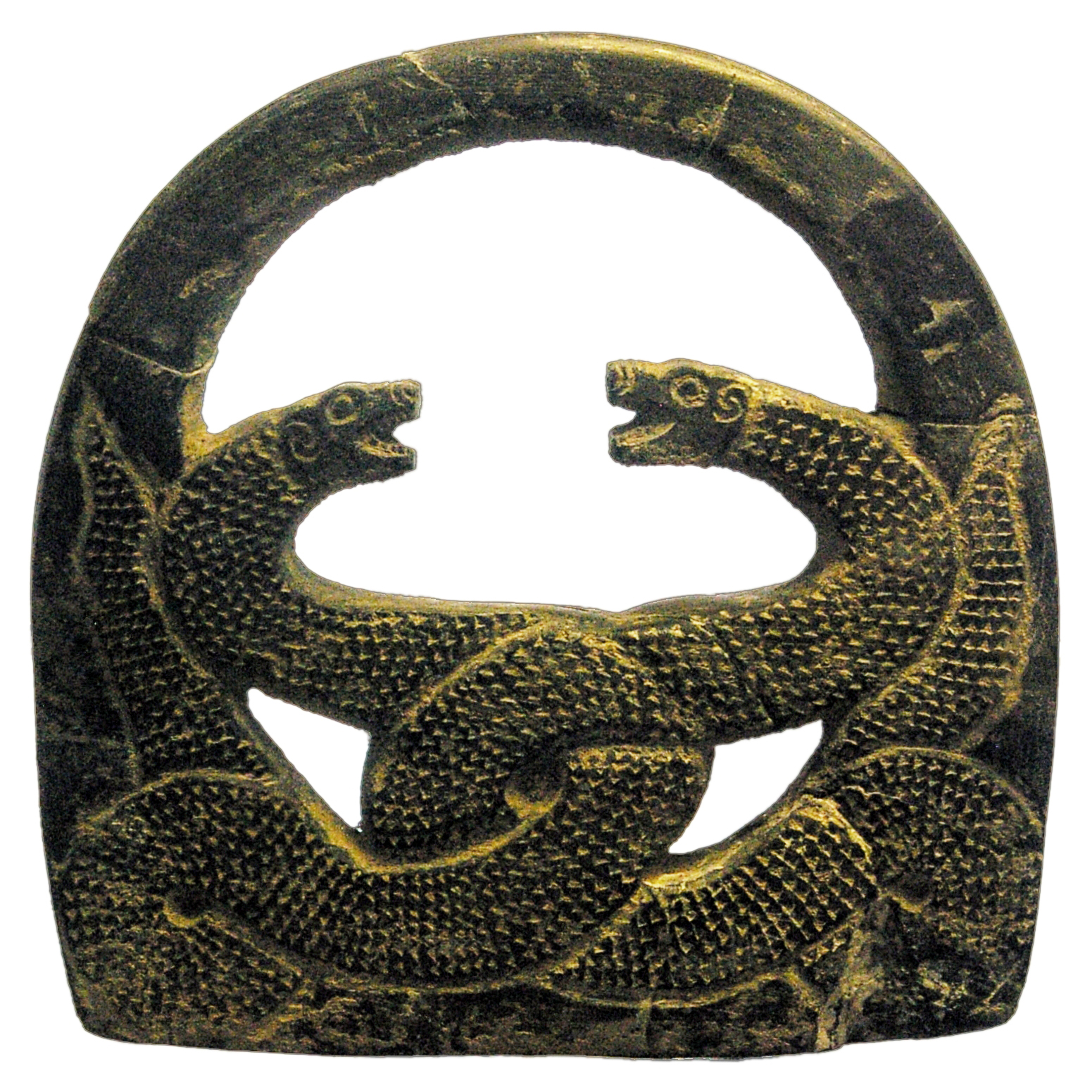
Кам'яна вага, Джірофт, 3 тисячоліття до н.е.
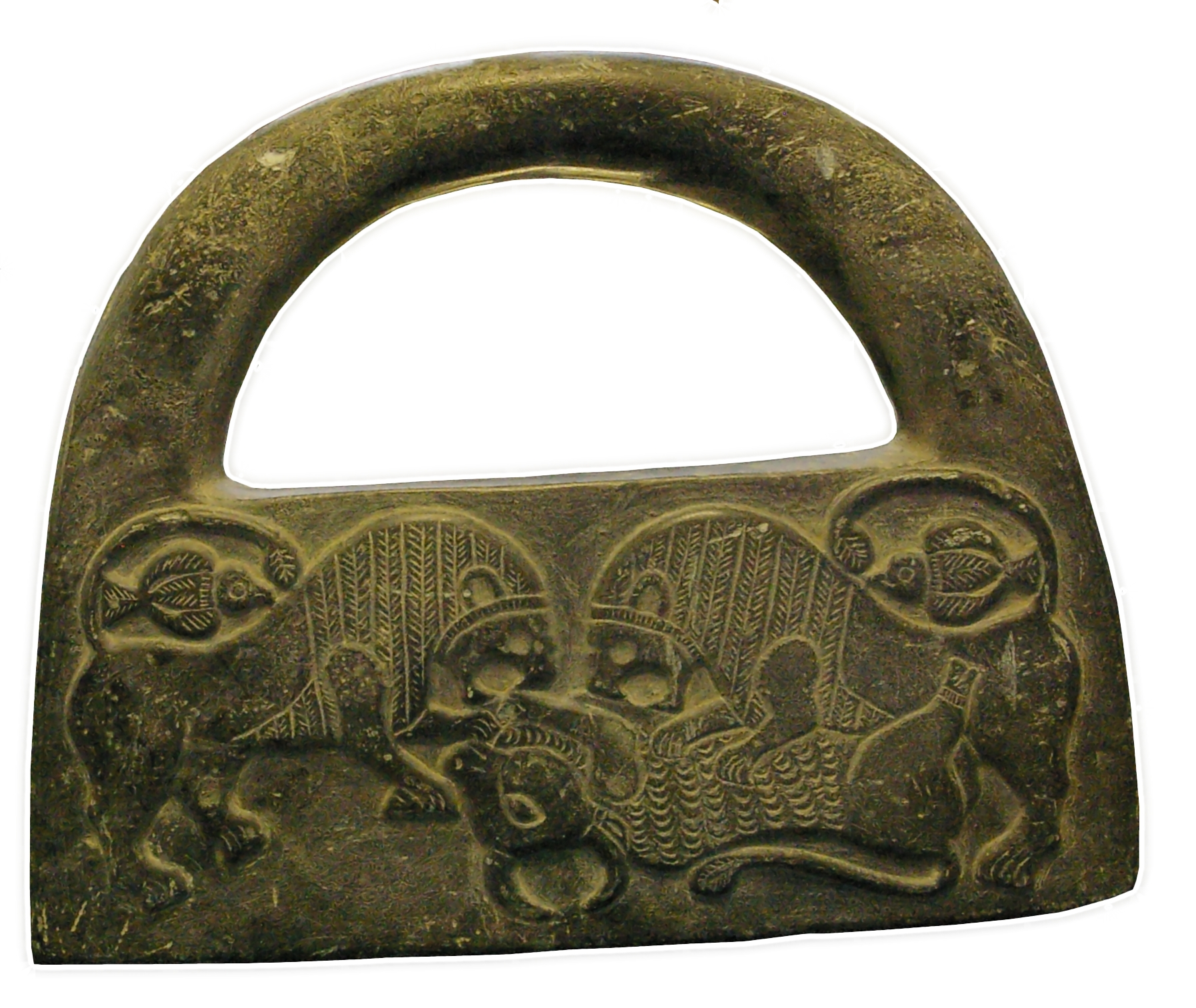
Кам'яна вага, Джірофт, 3 тисячоліття до н.е.
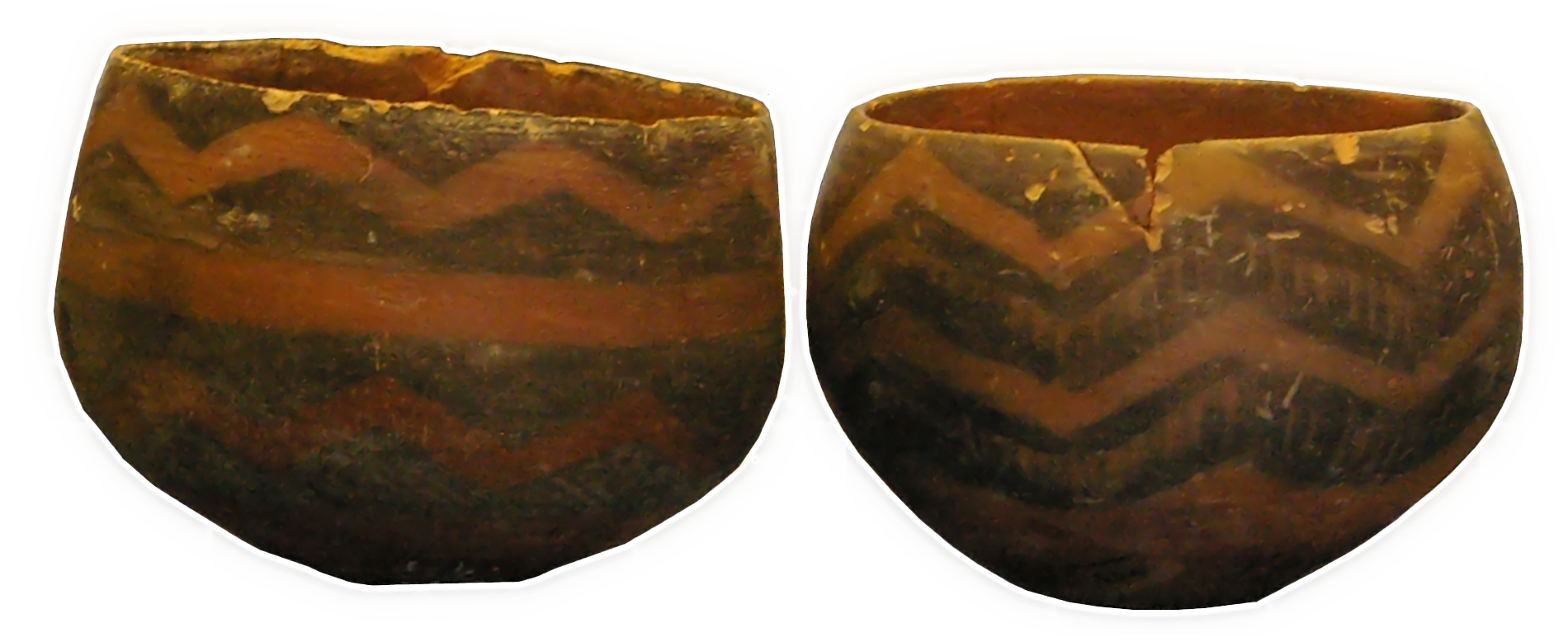
Кераміка, Ісмаїлабад, V тис. до н.е.
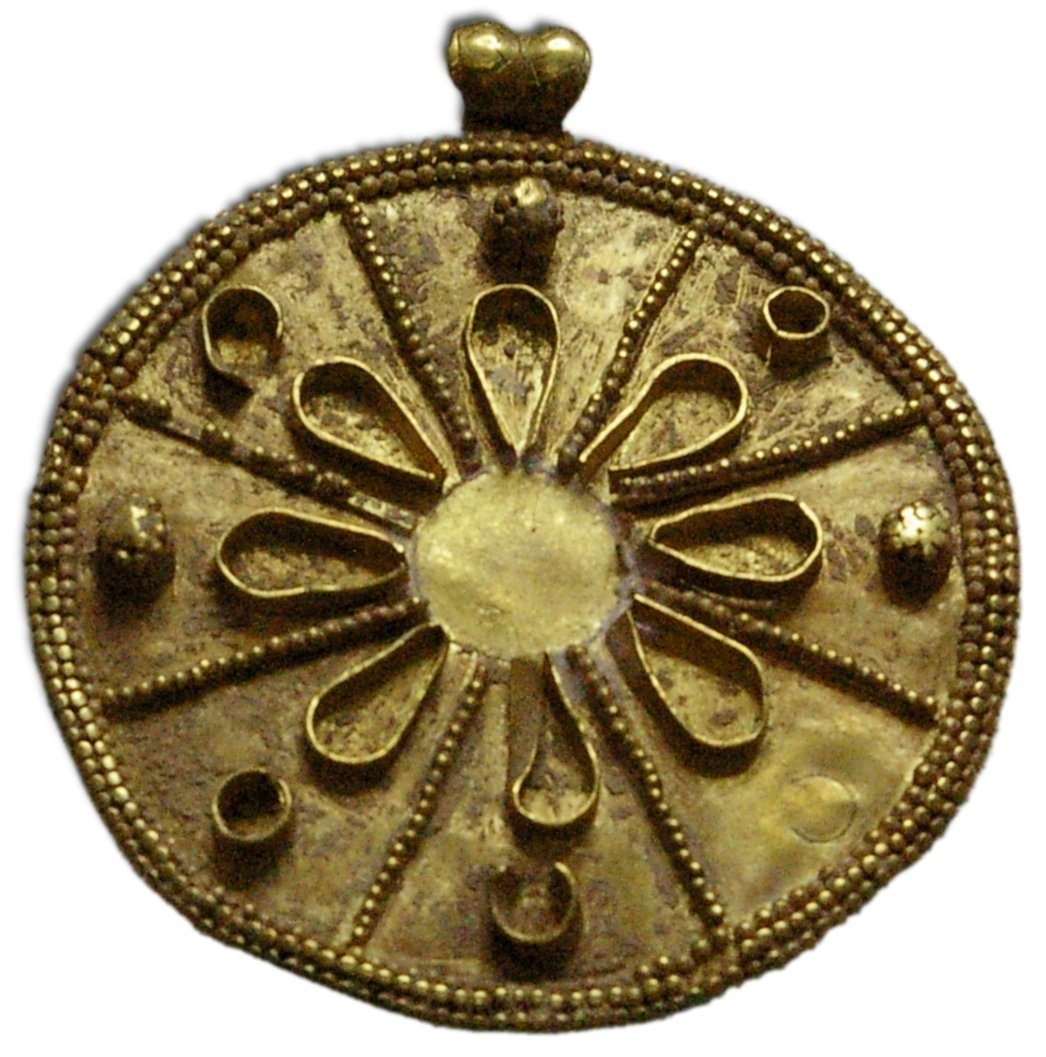
Ювелірний виріб І тис. до н.е.
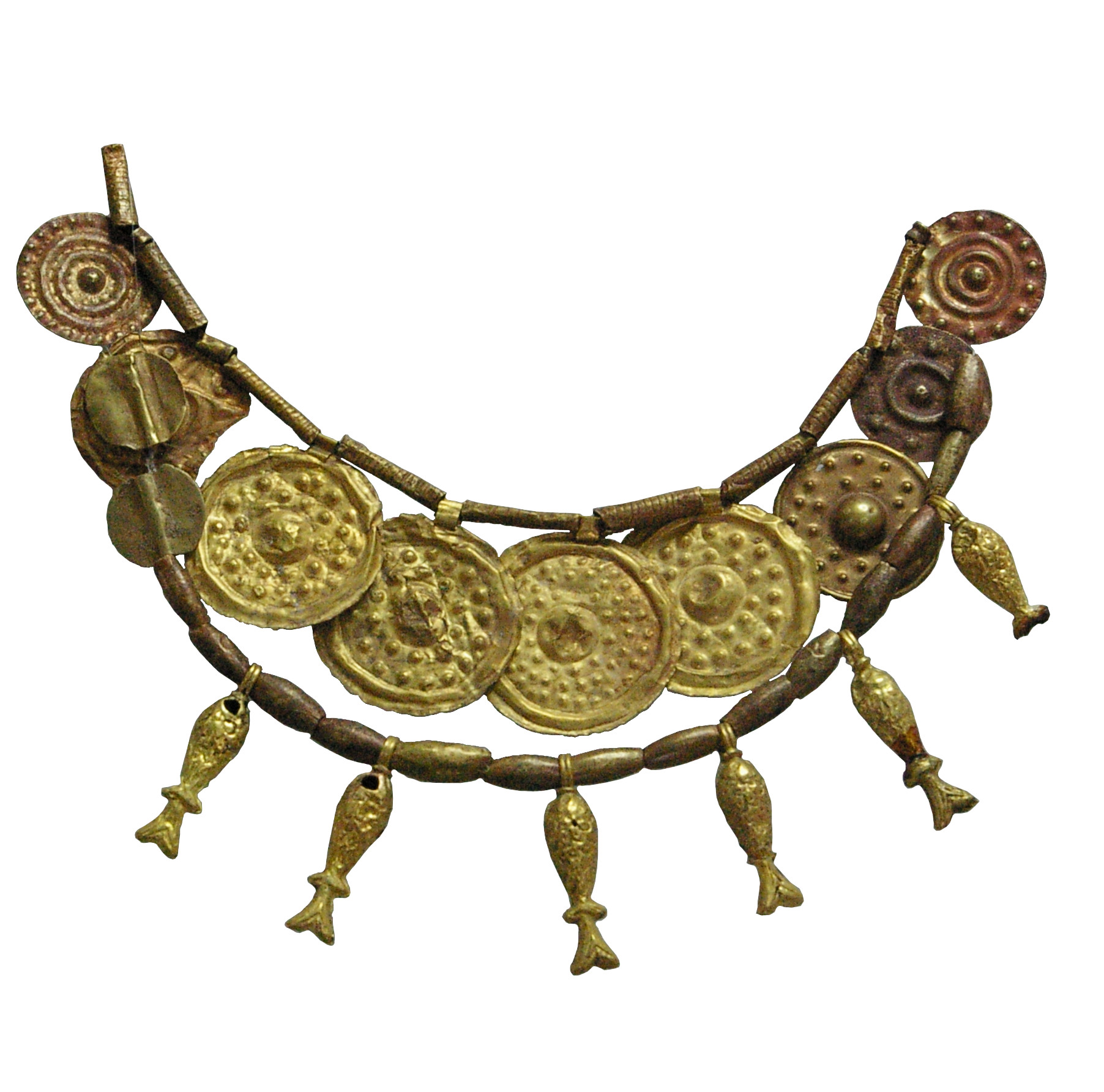
Ювелірний виріб І тис. до н.е.
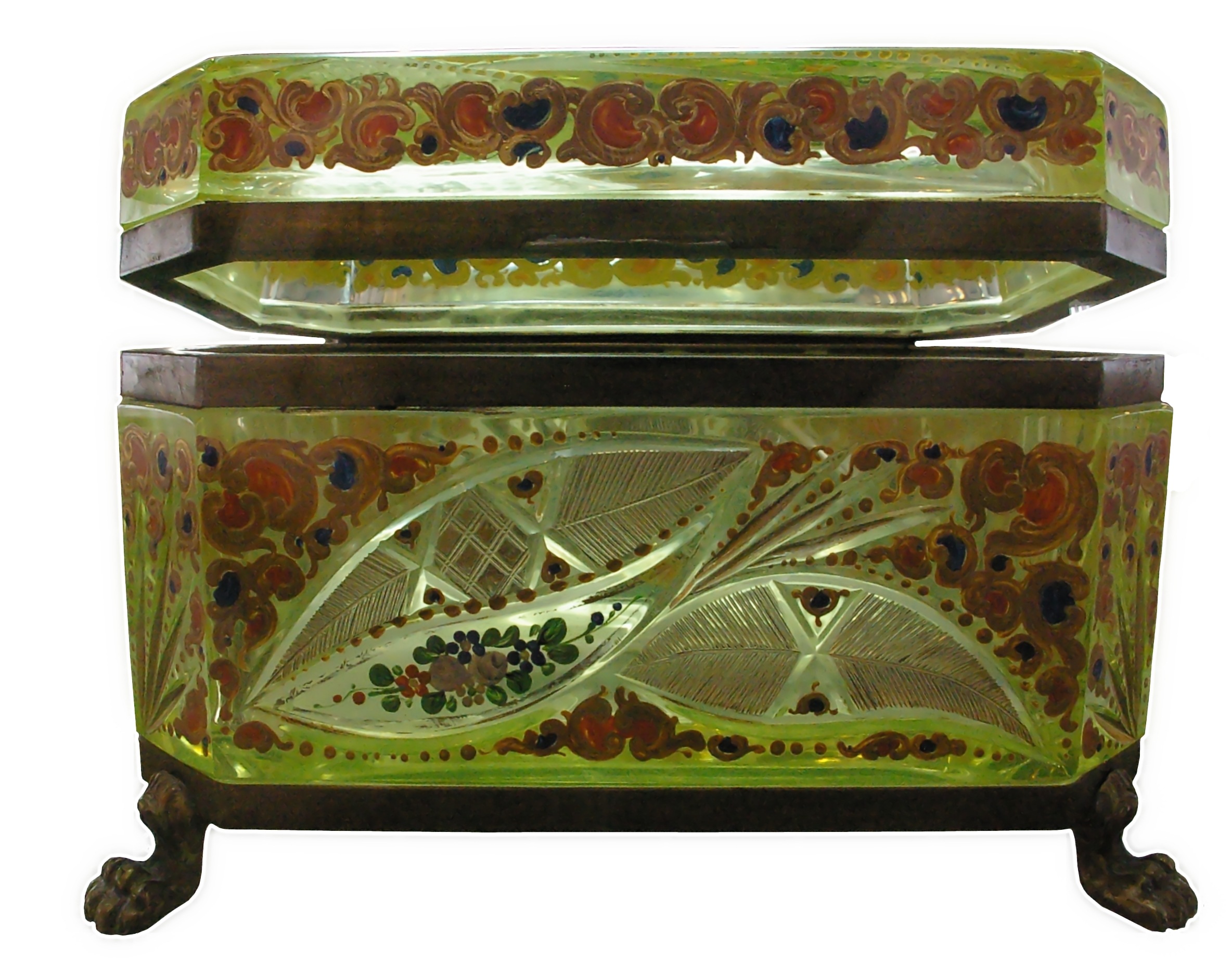
Шкатулка для коштовностей періоду Каджар (19 ст.)
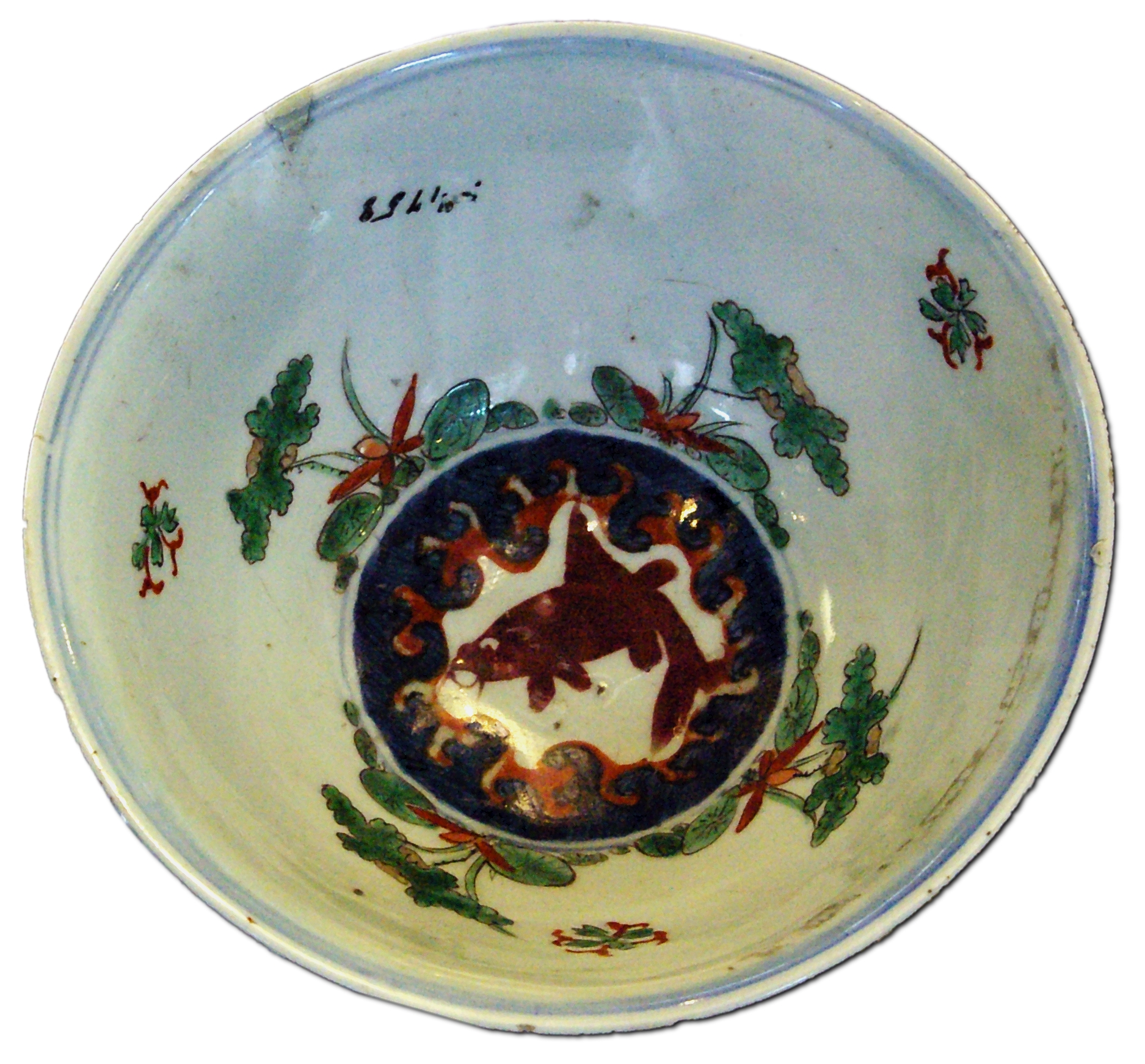
Порцеляна Сефевідського періоду (16-18 ст.)
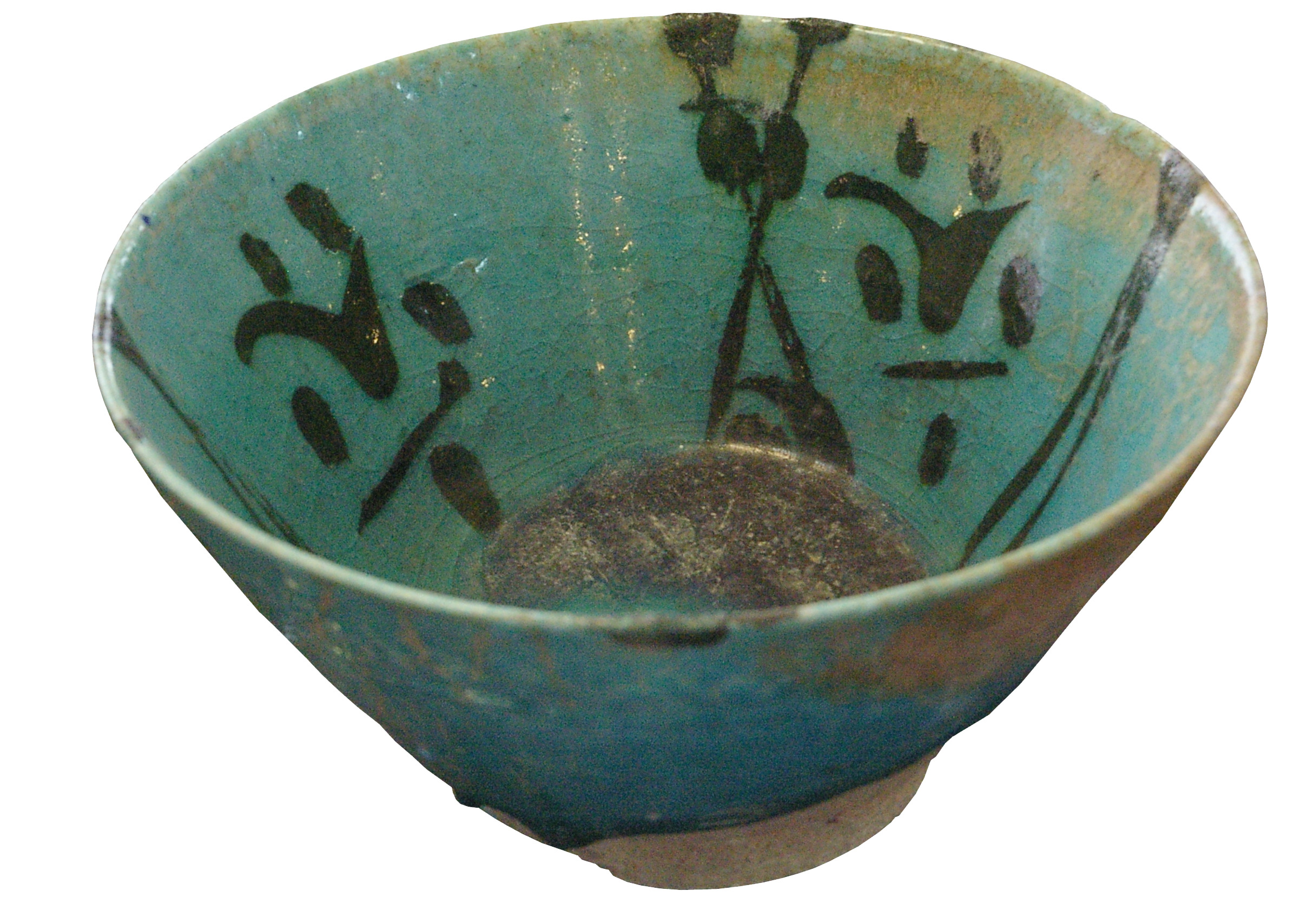
Кераміка, Горган, 13 ст.
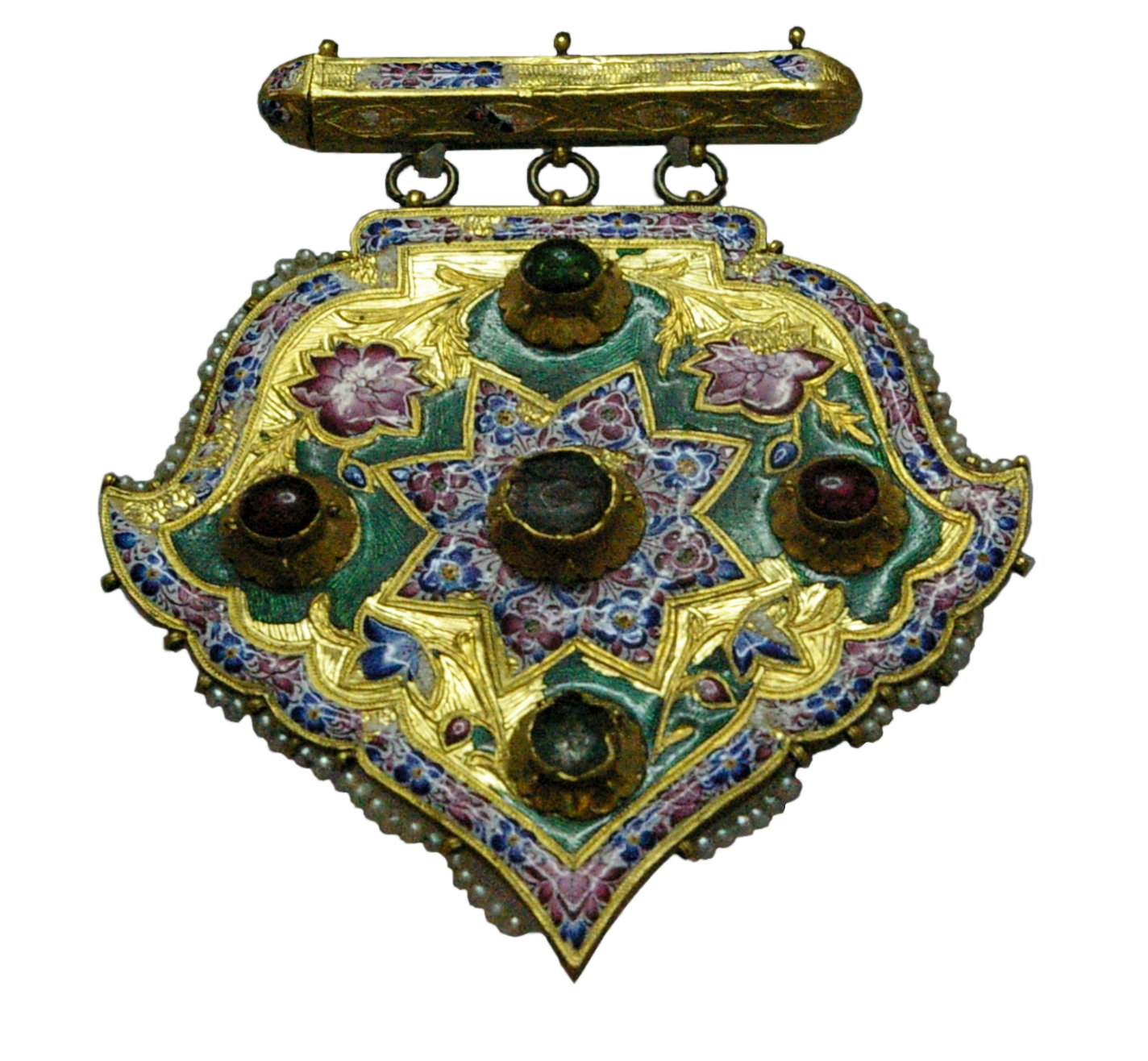
Коштовність періоду Каджар (19 століття).
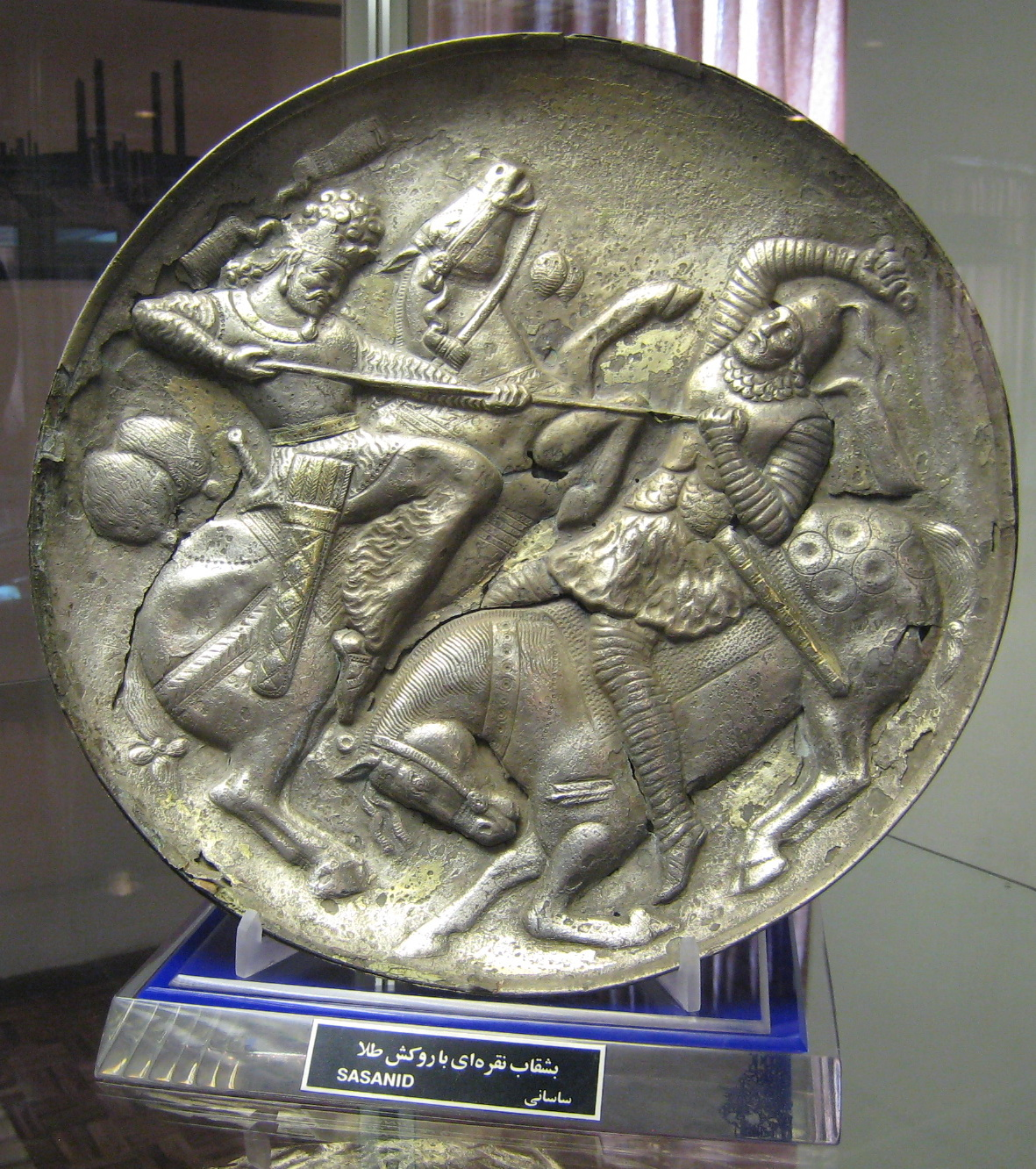
Позолочена срібна тарілка сасанидського періоду
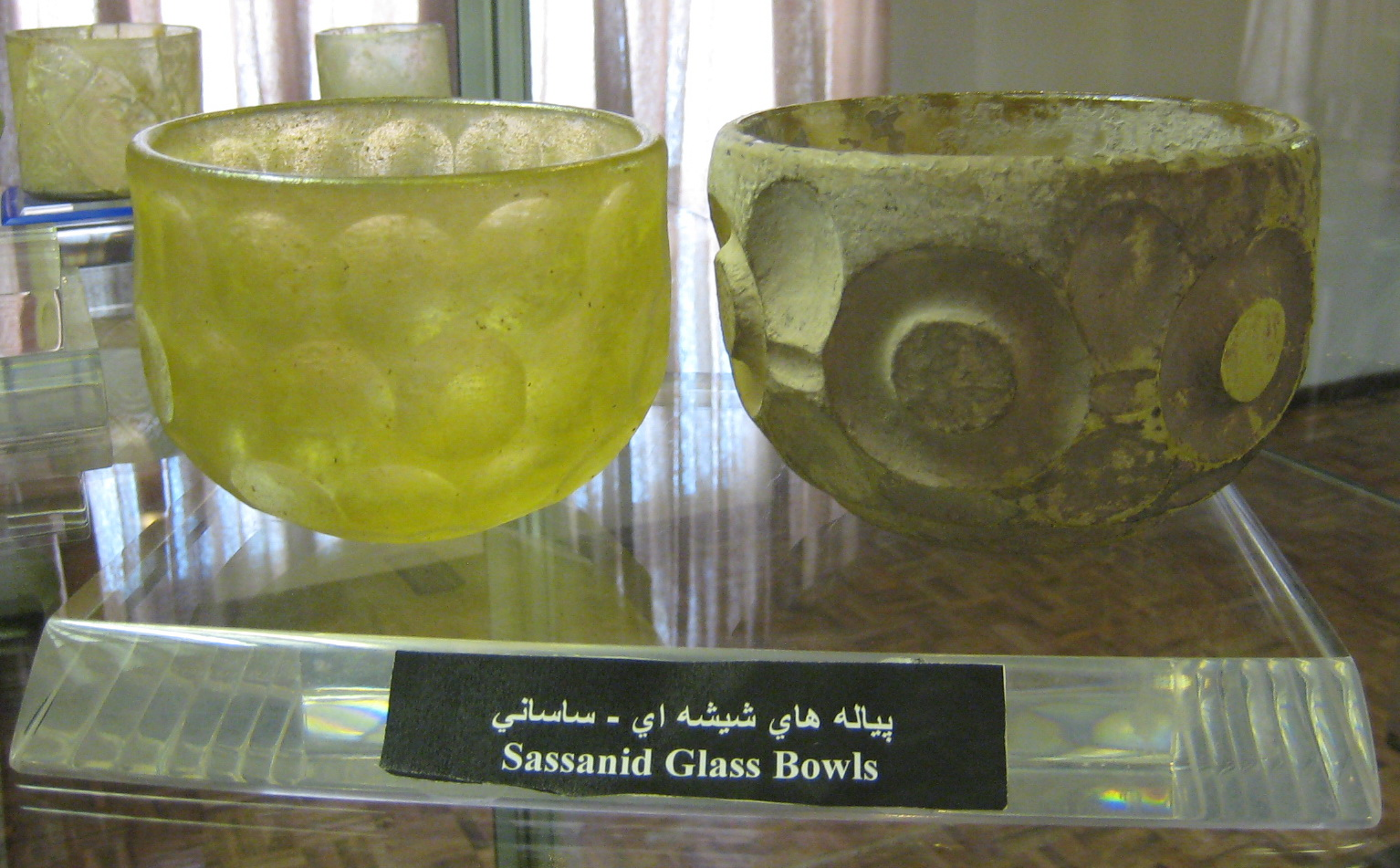
Сасанідське вікно
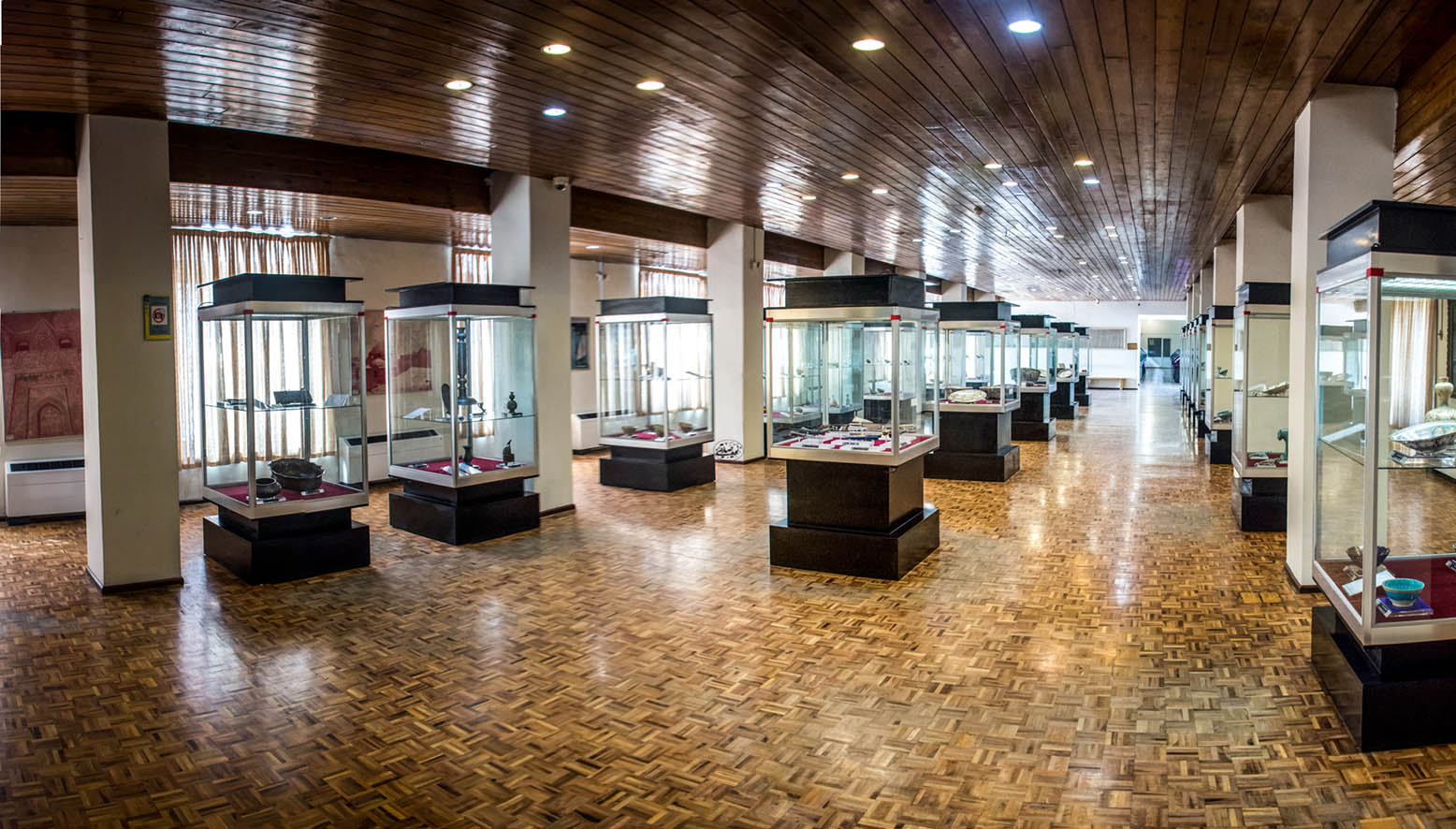
Основний зал на першому поверсі
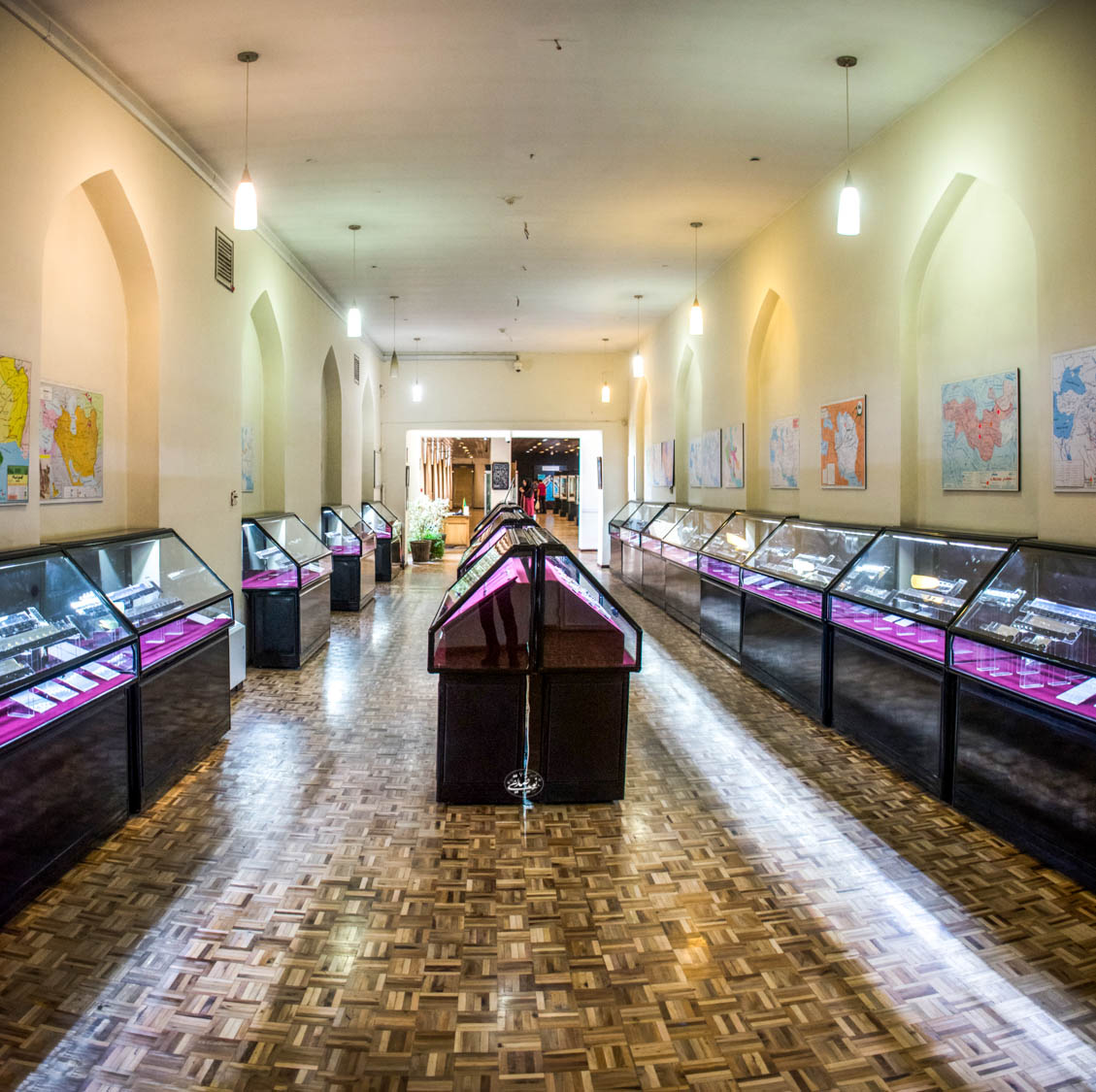
Монетний зал
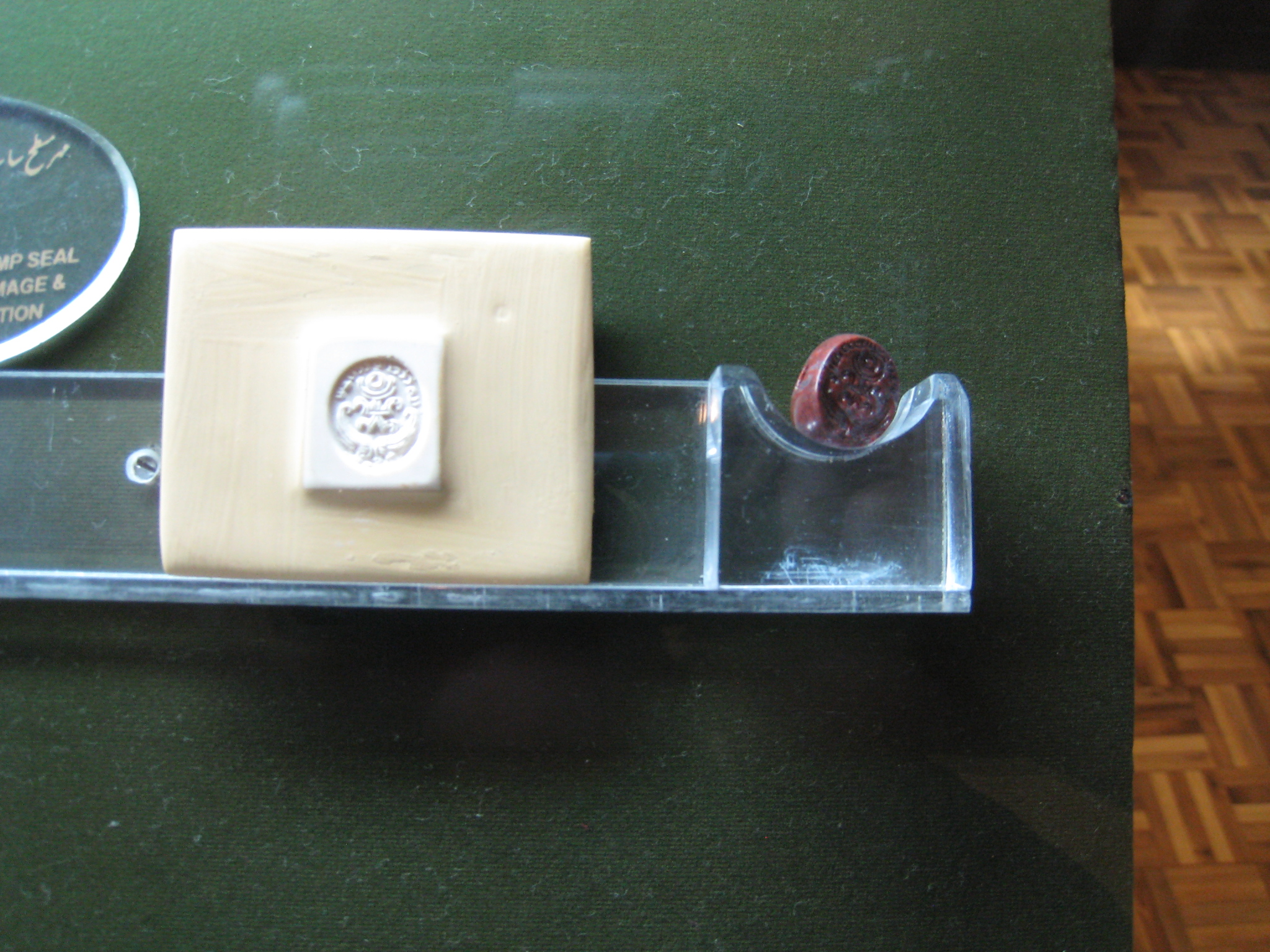
Королівська печатка з написом Пехлеві, монетний зал
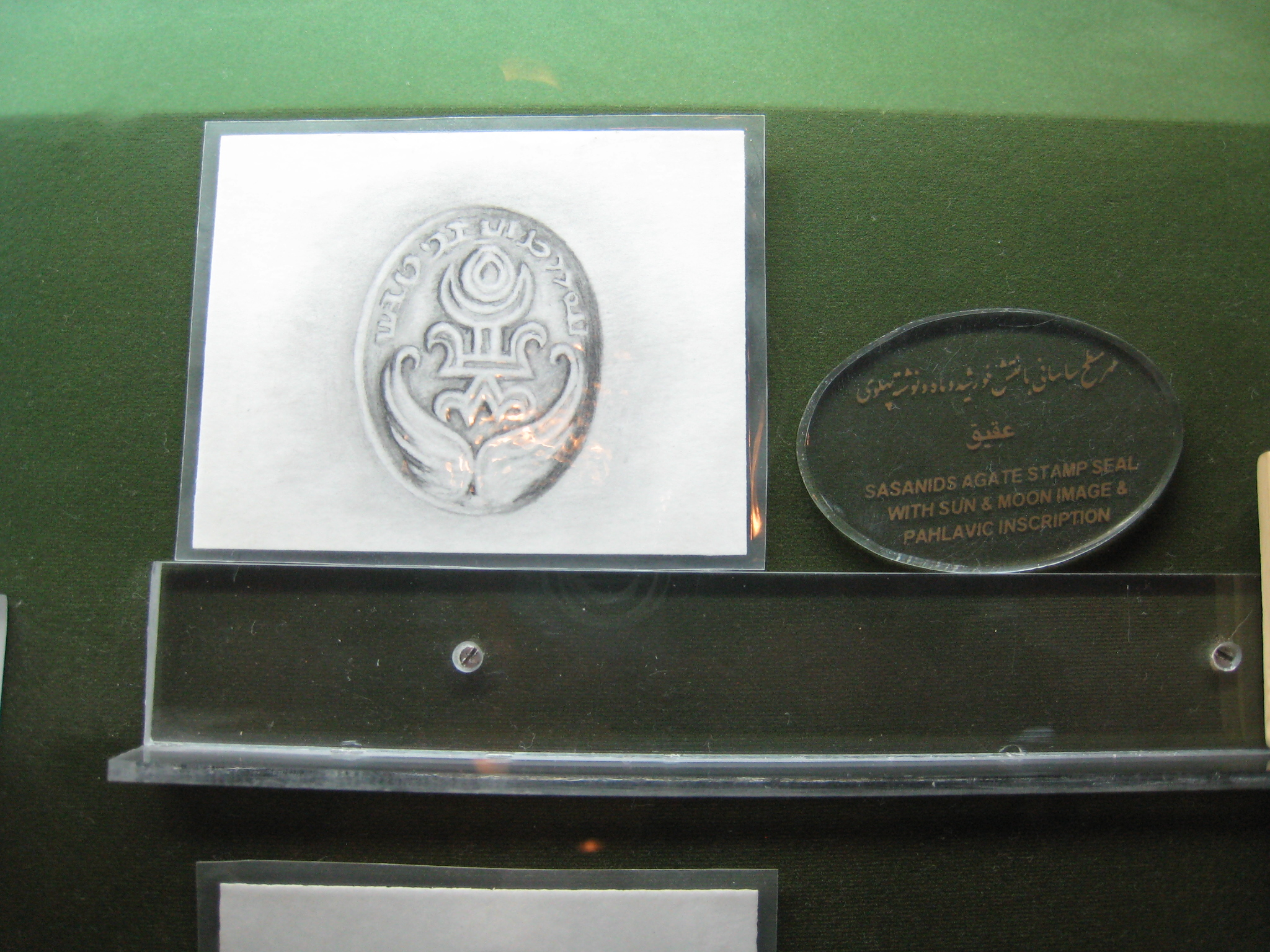
Печатка Сасанідської епохи, Монетний зал
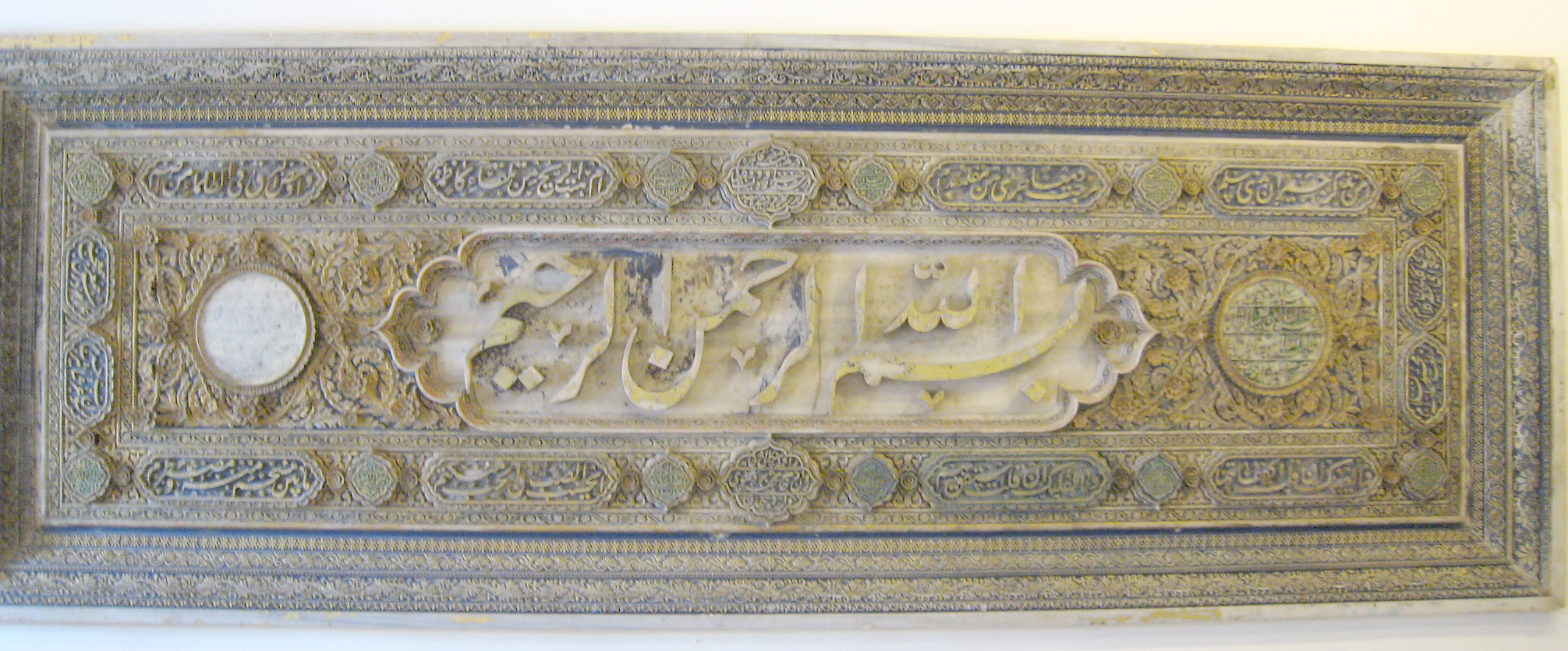
Тритонний камінь Бісмілла, єгипетська каліграфія 19 століття